# سیارک ۲۱۵۷۰
سیارک ۲۱۵۷۰ (به انگلیسی: 21570 Muralidhar، نامگذاری:1998RK33) بیست و یک هزار و پانصد و هفتادمین سیارک کشف شده‌است که در ۱۴ سپتامبر ۱۹۹۸ کشف شد.
قدر مطلق سیارک برابر ۲۵.۷ است.